# 석경산유락원

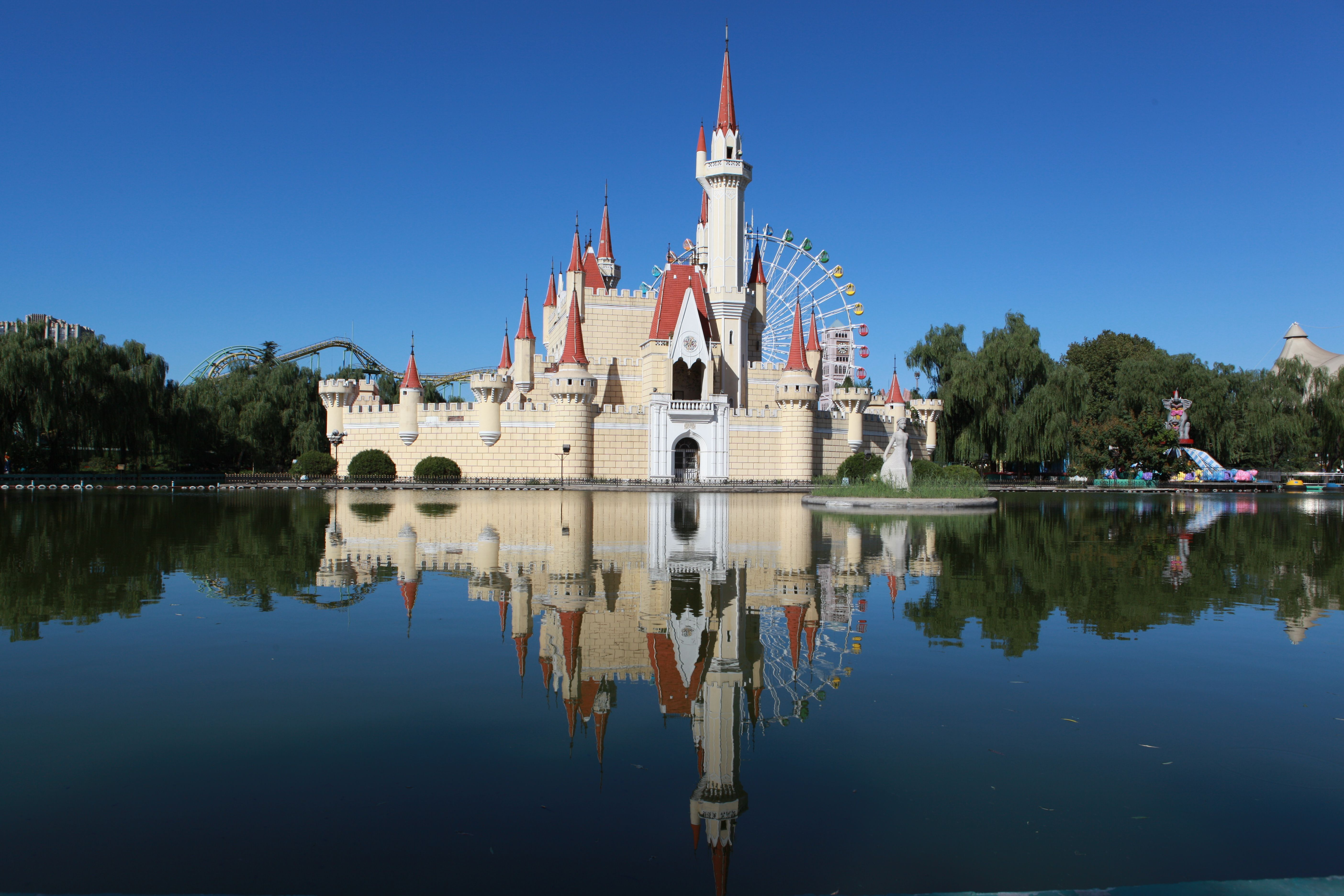

석경산유락원(石景山游乐园)은 베이징시 스징산구 팔각가도에 있는 테마 파크다. 1986년 9월 28일에 개장한 석경산유락원은 석경산구 구청에서 관리하고 있다. 베이징 지하철 1호선 바자오유러위안역을 통해 방문할 수 있다.